# ラグレンジ (ジョージア州)
ラグレンジ（英: LaGrange）は、アメリカ合衆国ジョージア州の都市。トループ郡の郡庁所在地である。人口は3万0858人（2020年）。ラグレンジ都市圏の中核である。さらに大きなアトランタ・サンディスプリングス・ゲインズビル広域都市圏に含まれている。
市内には州内最古の私立カレッジであるラグレンジ・カレッジがある。その数マイル西にはウェストポイント湖があり、バス釣りの観光地になっている。

## 歴史
ラグレンジは、この地域を1825年に訪問したラファイエット侯爵の夫人のパリ近くにある荘園に因んで名づけられた。
ラグレンジの開拓は19世紀初期に、クリーク族インディアンが土地を譲渡し、その後にトループ郡が設立されてから始まった。1828年12月には市として法人化された。南北戦争のとき、ナンシー・ハーツと呼ばれる女性の志願補助集団によって町が守られた。近くのウェストポイントで南軍が敗れた後、オスカー・ラグレンジ大佐が率いる北軍が行軍して北のラグレンジに入った。その隊列の先頭近くには南軍兵の捕虜がいた。ナンシー・ハーツが結成され、降伏交渉を行った。
土地の資産は北軍兵によって燃やされ、略奪されたが、ラグレンジ大佐はベンジャミン・ハーベイ・ヒル・アメリカ合衆国上院議員の家であるベルビューなど邸宅を救った。これはある種恩返しだった。ラグレンジ大佐は以前に南軍から傷の手当てを受けたことがあり、そのときヒル上院議員の姪が手当てにあたっていた。その治療後にラグレンジは南軍の捕虜と交換になり、任務に戻った。彼が受けた親切へのお返しをする機会になった。
ナンシー・ハーツの1人が、家を救ってくれたことに対する感謝の気持ちを示すために、ラグレンジ大佐をディナーに招待した。ラグレンジは捕虜の数人を保釈し、ディナーに加われるようにした。町の多くの女性が夜通し料理をして、食事を出した。翌朝、北軍が出て行くときにラグレンジの町の様々な男を捕虜として連れて行った。彼らは、ロバート・E・リーが既に降伏したことを知った時に解放された。
ヒル上院議員の邸宅、ベルビューは1854年から1855年に、ギリシャ復古調、プランテーション・スタイルで建設された。1950年代にフラー・E・キャラウェイ財団が取得し、ラグレンジ婦人クラブに寄付された。1972年11月7日にアメリカ合衆国国家歴史登録財に指定され、1973年11月7日にはアメリカ合衆国国定歴史建造物にも指定された。
ラグレンジは鉄道の中心として、また19世紀末に設立されてから成長し20世紀半ばにピークを迎えた繊維産業の工業ちゅうしんとして発展した。1935年、キャラウェイ・ミルズでの繊維工場ストライキは市内で戒厳令が布かれることになり、ジョージア州兵が少なくとも1人のストライキ参加者を、工場が所有する家屋から家族を退去させている間に殺した。繊維産業が衰えると、多様な新しい産業の組み合わせがその代わりとなり、長年強い雇用を維持していたが、それも衰退を初めて国内から出て行った。2006年、トループ郡で起亜自動車の組立工場がその関連産業の工場と共に建設され、製造業の下降傾向を止めるものと期待されている。
市内を通る州間高速道路85号線と同185号線が完成し、市は交通のハブとしての位置づけを保っている。ウォルマートの物流センターなど、企業に対する工業と商業のアクセスが良く、市の発展に貢献している。

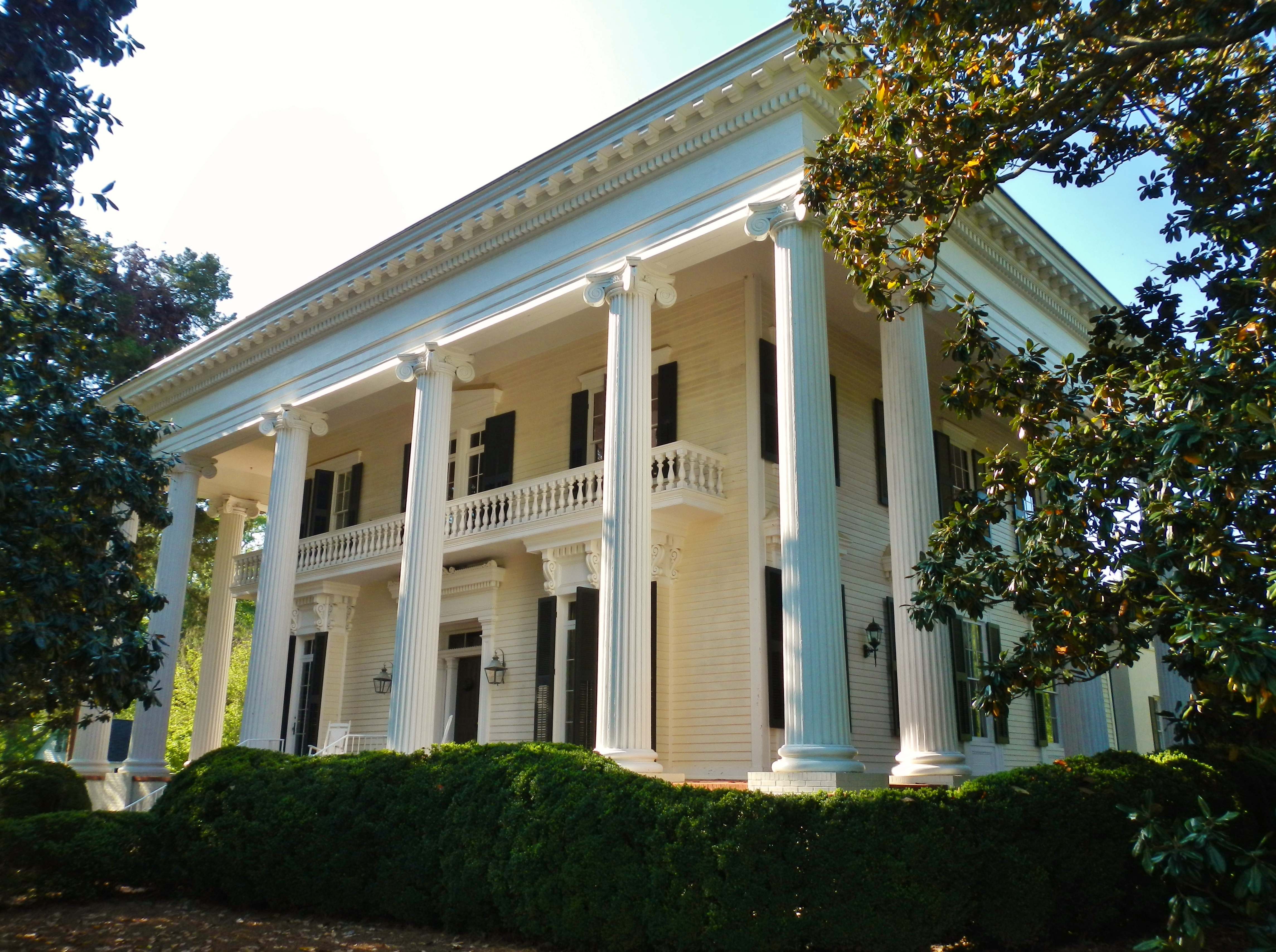
ベンジャミン・ハーベイ・ヒル・アメリカ合衆国上院議員の家、ベルビュー（1855年築）

## 人口動態
以下は2009年国勢調査による人口統計データである。
| 基礎データ - 人口: 28,201 人 - 世帯数: 10,022 世帯 - 家族数: 6,504 家族 - 人口密度: 346.6人/km2（897.8 人/mi2） - 住居数: 11,000 軒 - 住居密度: 146.7軒/km2（379.9 軒/mi2） 人種別人口構成 - 白人: 53.8% - アフリカン・アメリカン: 39.6% - ネイティブ・アメリカン: 0.18% - アジア人: 4.9% - 太平洋諸島系: 0.10% - その他の人種: 1.23% - 混血: 0.94% - ヒスパニック・ラテン系: 2.44% 年齢別人口構成 - 18歳未満: 28.4% - 18-24歳: 11.0% - 25-44歳: 26.9% - 45-64歳: 19.2% - 65歳以上: 14.5% - 年齢の中央値: 33歳 - 性比（女性100人あたり男性の人口） - 総人口: 85.4 - 18歳以上: 78.5 | 世帯と家族（対世帯数） - 18歳未満の子供がいる: 32.4% - 結婚・同居している夫婦: 36.6% - 未婚・離婚・死別女性が世帯主: 23.5% - 非家族世帯: 35.1% - 単身世帯: 30.1% - 65歳以上の老人1人暮らし: 12.2% - 平均構成人数 - 世帯: 2.50人 - 家族: 3.12人 収入と家計 - 収入の中央値 - 世帯: 29,719米ドル - 家族: 36,438米ドル - 性別 - 男性: 29,082米ドル - 女性: 21,790米ドル - 人口1人あたり収入: 16,640米ドル - 貧困線以下 - 対人口: 21.4% - 対家族数: 18.2% - 18歳未満: 30.9% - 65歳以上: 18.4% |

## 教育

### トループ郡教育学区
トループ郡教育学区が就学前から12年生までの公共教育を管轄しており、小学校15校、中学校3校、高校3校がある。郡は3つの学校地域に分かれている。トループ郡教育学区はホーガンズビル、ラグレンジ、ウェストポイントを担当している。学区内には新しい学校や、近年改修された学校が20以上ある。

### 私立学校
- ラグレンジ・アカデミー
- ドーソン・ストリート・アカデミー
- ラファイエット・クリスチャン
- サウンド・ドクトリン・クリスチャン・アカデミー
- オークグローブ・クリスチャン・アカデミー

### 高等教育機関
- ラグレンジ・カレッジ - ジョージア州最古の私立カレッジ。ユナイテッド・メソジスト教会の系列であり、学生数は約1,000人である
- ポイント大学
- 西ジョージア工科カレッジ

## 交通
ラグレンジ＝キャラウェイ空港がラグレンジ市の南西にある。

## 姉妹都市
ラグレンジ市は国際姉妹都市が指定する3つの姉妹都市関係を持っている。
- 北アイルランド、アーマー県クレイガボン（英語版）
- ジョージア、サメグレロ＝ゼモ・スヴァネティ州ポティ
- 日本、熊本県阿蘇市

## 著名な出身者
- マイク・キャメロン、メジャーリーグベースボール選手

## ギャラリー

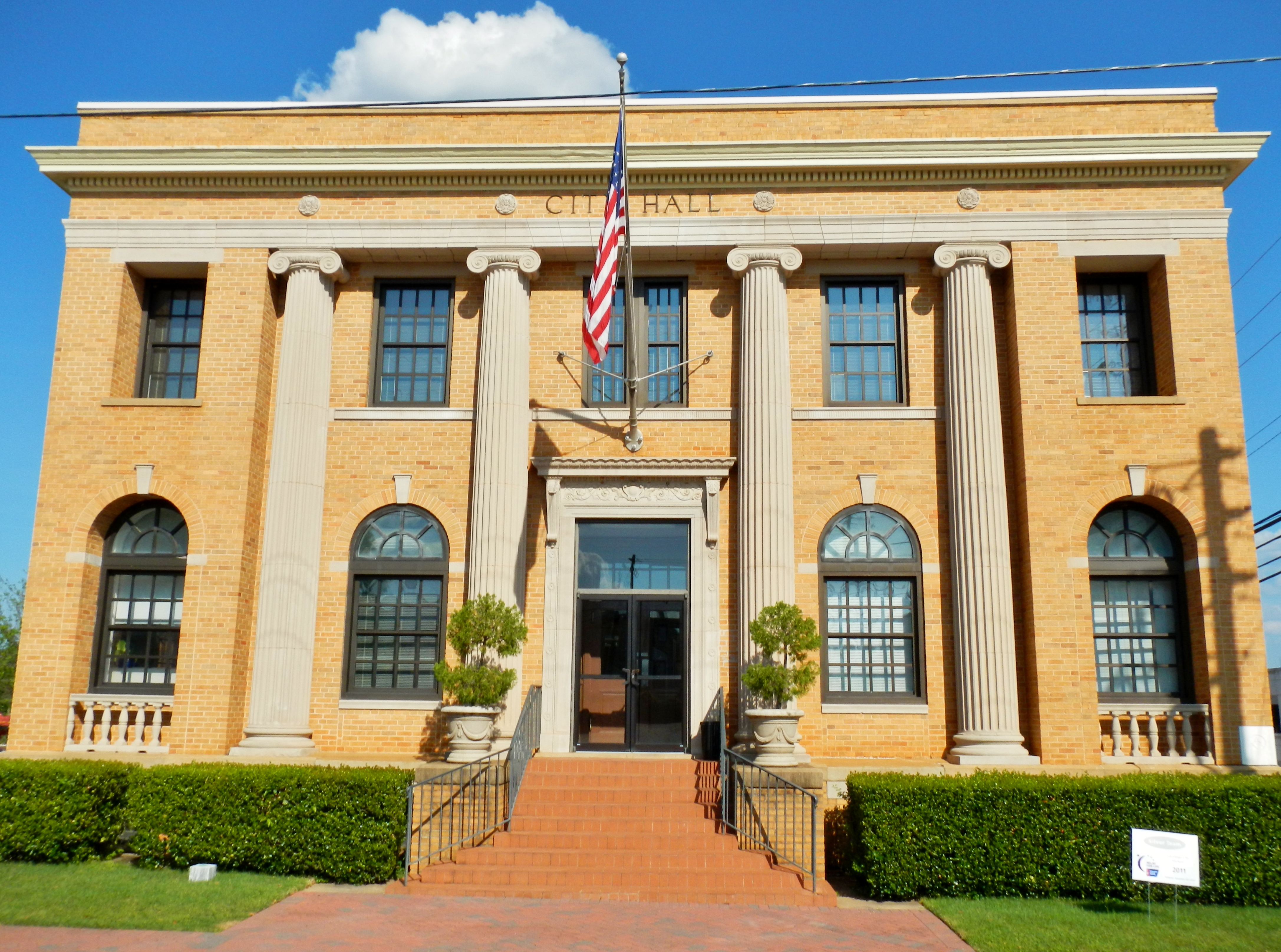
ラグレンジ市役所
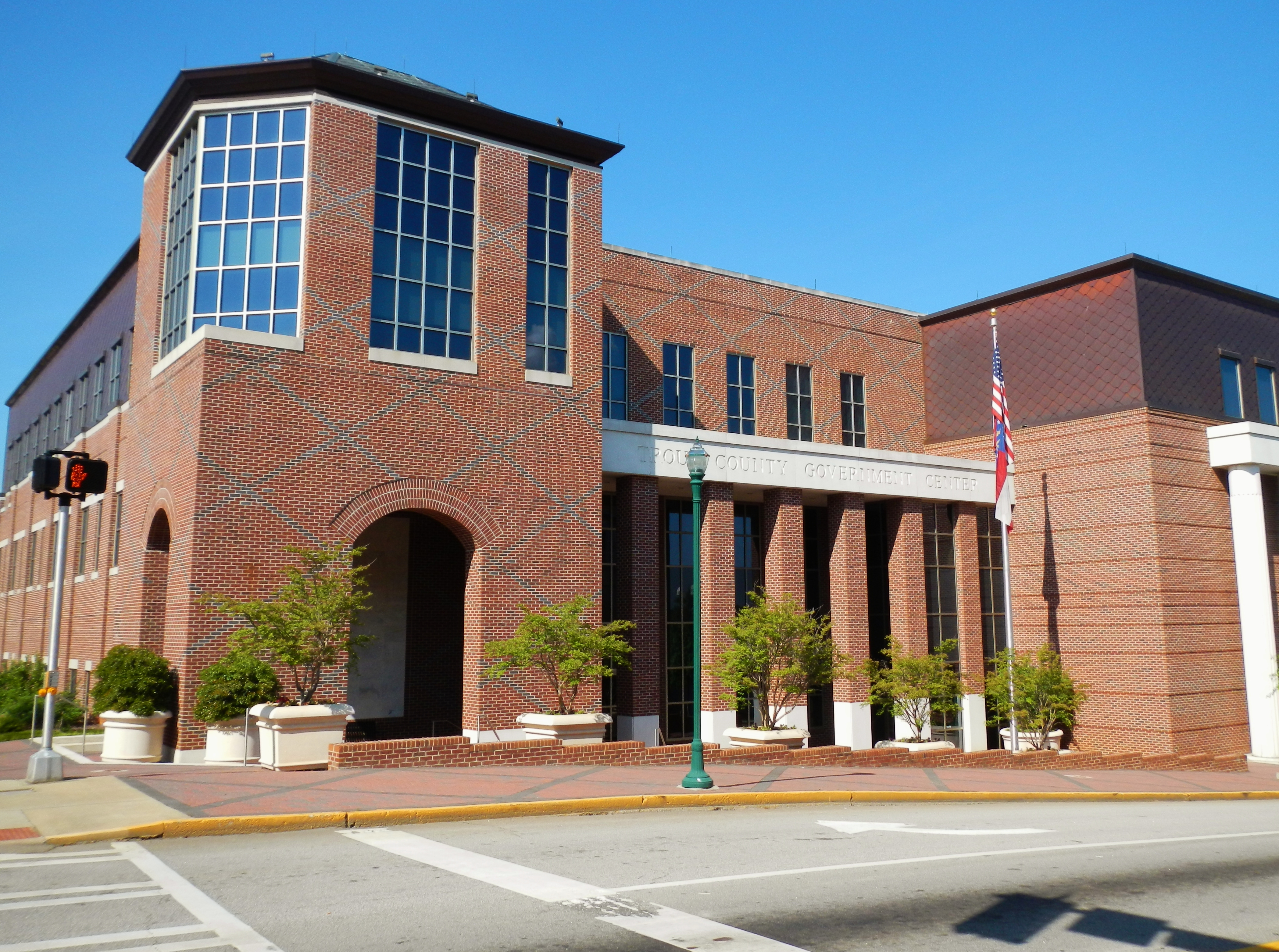
トループ郡政府センター
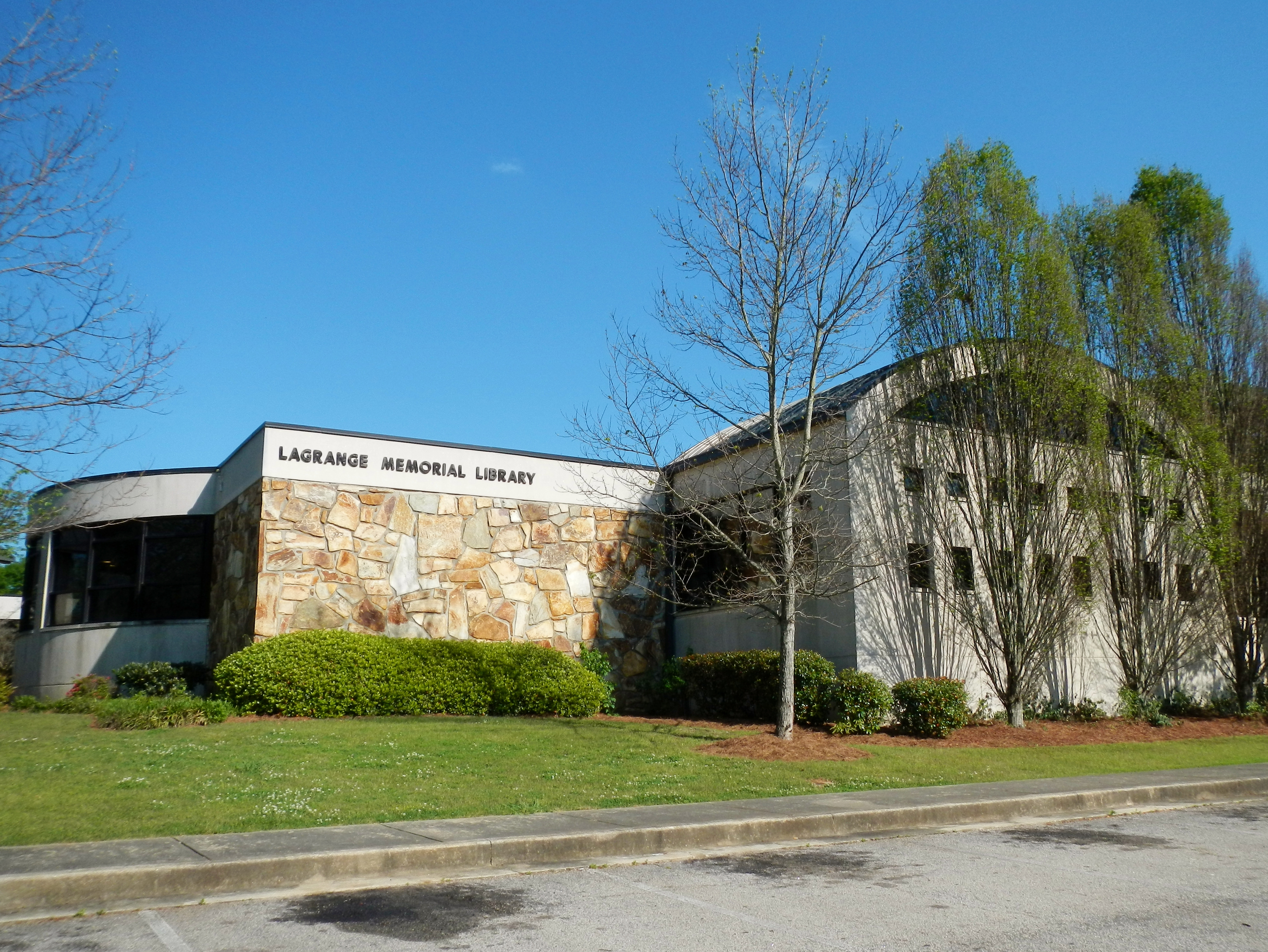
ラグレンジ記念図書館
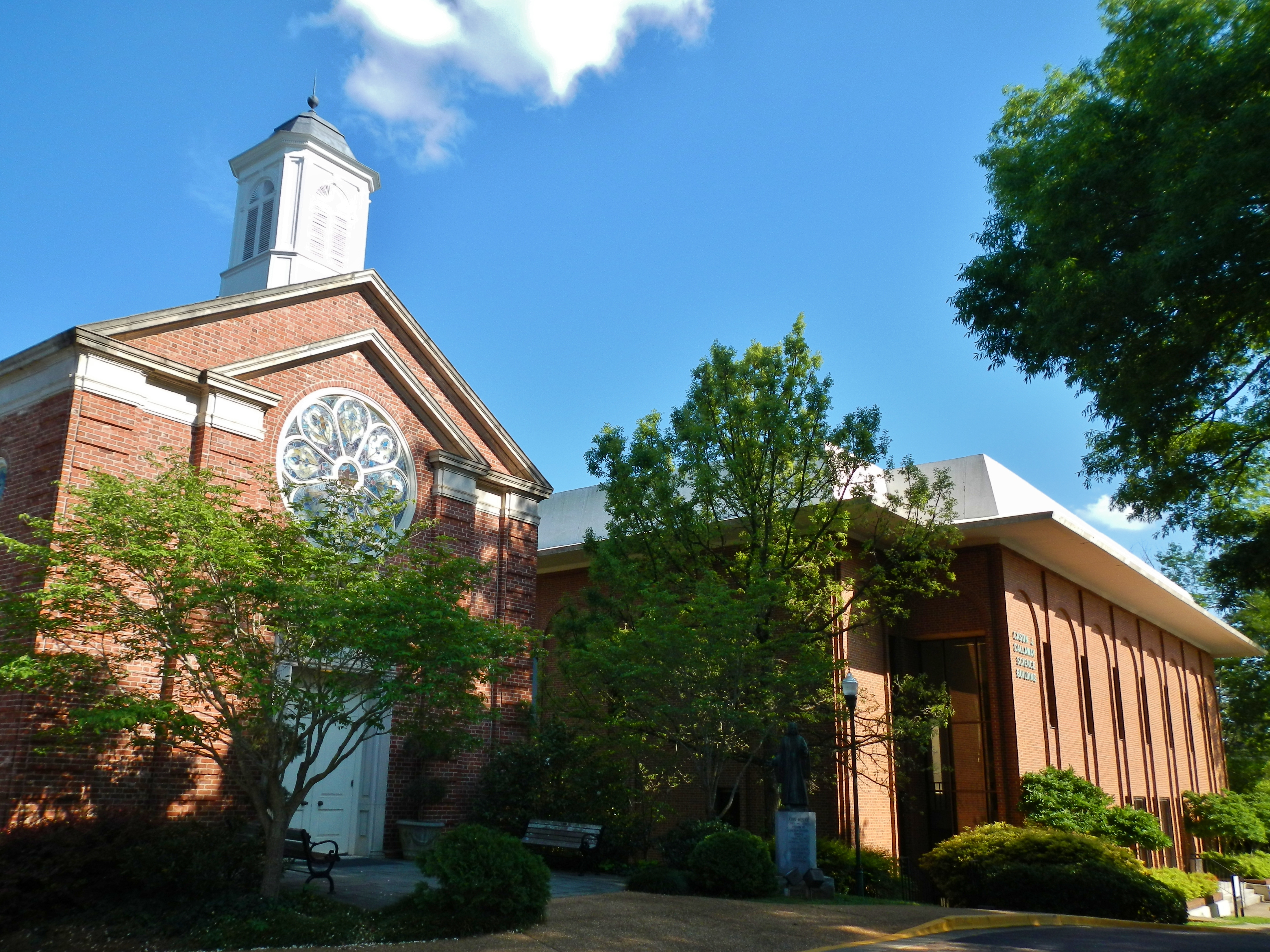
ラグレンジ・カレッジ